# Телец
Телец је био бугарски кан који је средином 8. века владао бугарском државом. Потиче из прабугарске бољарске породице Угаина. 

Његова политичка и војна делатност може се реконструисати на основу византијских извора, пре свега на основу вести које је оставио патријарх Нићифор (806–815) у свом делу Кратка историја која описује време од 602. до 769. године. Уопште, слично важи и за све остале владаре Прве бугарске државе. Извори су оскудни, често нејасни и подложни сумњи и тумачењу и, свакако, једнострани, с обзиром да су писани са византијског становишта. Управо због тога нам поједини народи и њихови главари у фокус историјских збивања улазе тек онда када се нађу у видокругу писаца моћних држава и империја, као што је овде случај.

Из поменутог извора и реконструкција В. Златарског и Г. Острогорског, сазнајемо да је Телец успео да се наметне као кан 762. године, тек након дужих унутрашњих борби у бугарској држави. Како Прабугари нису били словенски већ туркијски народ (тек каснијим етапама свог суживота на Балкану накнадно и постепено словенизиран), у овој Првој бугарској држави постојала су два јака етничка елемента: један је чинила велика маса Словена, који су били потчињени Прабугарима, а други су чинили управо прабугарски бољари који су љубоморно чували своје друштвене положаје и нису дозвољавали Словенима да им поремете тај успостављени ред. Изгледа да је са Телецом на власт дошла једна група бољарских породица нетрпељива према Словенима и ратоборна у својој политици према Византији.
Балканска политика византијског цара Константина V (741-775) огледа се у мерама које је предузео ради заштите Тракије. То јасно показује да Византија више није могла да рачуна на дотадашње мирно стање према бугарској граници. Одговор Бугара на ове цареве потезе био је један упад у византијске земље из 756. године. Доласком Телеца на власт (762) антивизантијско расположење у Бугарској још је више порасло. Тако је Константин V одлучио да на упад Бугара одговори великом ратном експедицијом. Цар је послао флоту која је већи одред византијске коњице одвезла на ушће Дунава, а сам цар је у бугарску територију упао преко Тракије. Коњица која је са севера напредовала према југу састала се царском војском код Анхијала на обали Црног мора. На овом месту је 30. јуна 763. године дошло до велике битке која је трајала цео дан, а која се завршила потпуним поразом бугарских снага. Ову велику победу, највећу у својој владавини, цар Константин V је прославио тријумфалним уласком у Цариград и свечаним играма у Хиподрому, што додатно показује колики је значај ове битке био, уз одређене церемонијалне и популарне елементе које је овај догађај требало да има у самој царској престоници.
Овом битком и поразом Бугара хан Телец је убрзо изгубио престо (765), а Бугарска је у току више година била поприште немира и унутрашњих борби, све док Телецов син Телериг није успоставио контролу 770. године.